# Movistar (Ecuador)
Movistar, (legalmente Otecel S.A.) es una empresa proveedora de servicios de telefonía móvil de Ecuador, subsidiaria de Telefónica S.A.
Inició sus operaciones en abril de 2005 aunque ya Telefónica la había adquirido desde el 14 de octubre de 2004 con la adquisición del 100% de las acciones de OTECEL S.A., concesionaria del servicio de telefonía móvil desde 1993, cuando esta empresa se llamaba Bellsouth. Movistar es la segunda mayor operadora de telefonía móvil del Ecuador con más de 3,8 millones de clientes, con 90 puntos de atención al cliente y con redes CDMA y GSM.[cita requerida]

## Historia
- Bajo el nombre de Celular Power, OTECEL S.A. sale al mercado en 1993 con la red analógica AMPS y cobertura en las ciudades principales que poco a poco iría ampliando. Esta tecnología es la más primitiva (1G) y no permite envío de datos ni siquiera identificación de llamadas.
- Entre 1996 y 1997 lanza su primera red digital TDMA de 800 MHz, ya con el nombre de Bellsouth en 1998, brindando el servicio de Caller ID o identificador de llamadas, ofreciendo una confidencialidad total a sus llamadas al ser codificadas en paquetes de datos. Más adelante ofrecería el servicio de recepción de mensajes de texto.
- En 2001 lanza al mercado el servicio de Internet móvil, y mensajes escritos (SMS), ofreciéndolo por un período de prueba gratuito a los clientes de cualquier plan pospago con un terminal compatible.
- En diciembre de 2002 lanza la nueva red CDMA de 800 MHz, y ofrece nuevos modelos de teléfonos y campañas masivas de migración de clientes pospago a la nueva red para descongestionar la saturada TDMA.
- A lo largo del año 2003 lanza la tecnología CDMA 2000 1x que funciona únicamente para datos de terminales compatibles con navegación en Internet y otras aplicaciones semejantes.
- En octubre de 2004 Otecel pasa a manos de Movistar, quien simultáneamente compró en otros países latinoamericanos otras franquicias de BellSouth.
- En abril de 2005 tras una inmensurable campaña publicitaria BellSouth deja de aparecer como nombre comercial, para pasar a ser Movistar, con el logotipo de la letra m azul y verde lima.
- Desde 2005 opera la red GSM de 850 MHz provistas por las empresas Nokia (proveedor de la tecnología de switching), cuya oficina local estuvo a cargo Claudio Paderni y Siemens (proveedor de la tecnología de radio). La campaña de lanzamiento estuvo centrada en promover el uso de los teléfonos GSM de clientes que para entonces usaban Porta e incitándoles a comprar la tarjeta SIM (comúnmente denominado chip) usando su mismo equipo.
- En el 2006 lanza los teléfonos BlackBerry ofreciendo el servicio completo: navegación, correo móvil, mensajería instantánea, sincronización, y los servicios corporativos propios de este equipo.
- A mediados del 2007 se comenzó la instalación del cable submarino de fibra óptica para servicio de Internet, Pacific Caribbean Cable System (PCCS).[1][2]
- El 17 de abril de 2008, el presidente mundial de Telefónica de España, César Alierta y el presidente de Ecuador Rafael Correa firmaron el contrato por el cual se renovó la concesión de telefonía celular de Movistar.
- El 22 de mayo de 2015 lanza oficialmente la red 4G LTE a nivel nacional, comenzando con la ciudad de Quito.
- En agosto de 2019, Movistar montó en Quito un centro de experiencia con unos demos sobre usos potenciales que tendría la tecnología 5G en Ecuador.[3]
- El 13 de junio de 2025, se anunció la venta de la filial Telefónica Ecuador a la multinacional luxemburguesa Millicom, por un valor de USD 380 millones. En consecuencia, la marca comercial Movistar cesará sus operaciones en Ecuador para ser reemplazada por Tigo, la cual es propiedad de Millicom.[4]